# ダニー・ロンブリー
ダニー・ロンブリー（Danny Reginald Rombley , 1979年11月26日 - ）は、オランダのユトレヒト州アメルスフォールト出身の野球選手（外野手）。

## 経歴
1998年に、モントリオール・エクスポズに入団した。
2004年まで、傘下のマイナーチームでプレーした。
2005年、オランダのプロ野球リーグであるホーフトクラッセのコレンドン・キンヘイムに入団した。
2006年開幕前の3月には、この年から開催される事となったワールド・ベースボール・クラシック(WBC)のオランダ代表に選出された。
2007年シーズンには、ホーフトクラッセで.392で首位打者を獲得した。
2008年には、北京オリンピックの野球競技でオランダ代表に選出された。
2009年開幕前の3月には、第2回WBCのオランダ代表に選出された。
2011年9月20日に、第39回IBAFワールドカップのオランダ代表に選出された事が発表された。この大会では、欧州勢としては、1938年大会のイギリス代表以来73年ぶりの優勝を果たした。この栄誉を称えて代表24人全員に「サー」の爵位が贈られ、ロンブリーにも贈られた。
2014年9月2日に、この年から開催されたフランス国際野球大会のオランダ代表に選出された事が発表された。この大会で、オランダ代表は初代優勝国となった。
大会終了後の12日に、今度は第33回ヨーロッパ野球選手権大会のオランダ代表に選出された事が発表された。この大会では、オランダ代表が大会の記録である自国の20回の優勝を塗り替える3大会振り21度目の優勝を果たした。
2015年4月13日に、第15回ワールドポート・トーナメントと「2015 WBSCプレミア12」のオランダ代表候補選手に選出された事が発表された。6月30日に、第15回ワールドポート・トーナメントのオランダ代表に選出された事が発表された。

## 選手としての特徴
- 俊足と広い守備範囲、そして強肩を武器とする。

## 詳細情報

### 代表歴
- 2006 ワールド・ベースボール・クラシック・オランダ代表
- 北京オリンピック野球オランダ代表
- 2009 ワールド・ベースボール・クラシック・オランダ代表
- 第39回IBAFワールドカップ・オランダ代表
- 第1回フランス国際野球大会オランダ代表
- 第33回ヨーロッパ野球選手権大会オランダ代表
- 2015 ワールドポート・トーナメント オランダ代表